# Цынгуев, Бэлигто Балтоевич
Бэлигто Балтоевич Цынгуев (род. 27 мая 1994 года, Зугалай, Агинский Бурятский автономный округ) — российский спортсмен, стрелок из лука. Бронзовый призер чемпионата Европы в командных соревнованиях (2021). Победитель Всемирной летней универсиады в командных соревнованиях (2019). Победитель и серебряный призер первенства мира в командных соревнованиях и смешанных командах (микст) (2011, 2013). Победитель первенства мира в помещении в командных соревнованиях (2012).   
Чемпион России (2025) и двукратный бронзовый призер чемпионата России (2018, 2021) в личных соревнованиях. Трехкратный чемпион России (2015, 2016, 2025), трехкратный серебряный (2018, 2019, 2021) и трехкратный бронзовый (2022, 2023, 2024) призер чемпионата России в командных соревнованиях. Серебряный (2018) и бронзовый (2021) призер чемпионата России в смешанных командах (микст). Шестикратный чемпион России в помещении (2013, 2017, 2020, 2021, 2022, 2023), двукратный серебряный (2014, 2024) и трехкратный бронзовый (2011, 2018, 2025) призер чемпионата России в помещении в командных соревнованиях. Двукратный победитель I Всероссийской спартакиады по летним видам спорта среди сильнейших спортсменов 2022 года в личных и командных соревнованиях.  
Мастер спорта России международного класса (2012).
Действующий рекордсмен России среди мужчин на дистанции М-1 (90 м, 70 м, 50 м, 30 м - 144 выстрела) в квалификационном раунде (1364 очка).